# Средња школа „Кнез Александар Карађорђевић“
Средња школа „Кнез Александар Карађорђевић“ једна је од средњих школа у Крагујевцу. Налази се у улици Косовска 8. До 1. септембра 2024. школа звала се Средња стручна школа.
Школа је основана 14. марта 1854. године, Декретом кнеза Александар Карађорђевић, као Занатска школа при Тополовници и била је прва стручна школа у Србији. Уредбом из 1867. године установа добија назив Војнозанатлијска школа. Касније током историје име школе више пута је мењано.

## Историјат
Декретом од 14. марта 1854. кнез Александар Карађорђевић је основао Занатску школи при Тополовници. Предлог о оснивању школе интернатског типа, по моделу занатских школа у Француској, потекао је крајем 1853. од Шарла Лубрија, првог управника Тополивнице у Крагујевцу. Била је то прва стручна школа основана у Србији, а у њој су се спремали квалификовани радници струка: бравар, колар, дрекслер (стругар), ковач и машиниста. У првој генерацији било је 12 ученика који су практична знања стицали уз најбоље мајсторе. На челу школе у почетку је био Шарл Лубри а потом Петар Протић Драгачевац.
Школа је накратко била укинута, али је 1862. залагањем највиших државних органа донета одлука да настави рад при Војној фабрици у Крагујевцу, а Уредбом из 1867. године  добија назив Војнозанатлијска школа. Ратови за национално ослобођење против Турске 1876—1878. су прекинули рад школе на 12. година. Школа је поново почела да ради 1888. залагањем управника Завода Павела Шафарика, агилног инжењера Тоше Селесковића и Саве Грујића. После завршене Војнозанатлијске школе знатан број питомаца је одлазио у развијене центре војне индустрије Европе и Сједињених Америчких Држава, како би наставили даље стручно усавршавање. Поред излагања у земљи, школа је учествовала на изложбама у Паризу 1889. и Лондону 1898. године. Поводом прославе сто педесет година постојања о оснивању школе снимљен је историјски филм у којем су учествовали глумци Књажевско-српског театра и ученици школе. Војнозанатлијска школа је тада била водећа стручна школа на простору Балкана у периоду пре Првог светског рата. Године 1913. изграђена је нова зграда школе.

### Први светски рат и међуратни период
Током Првог светског рата зграда је била знатно оштећена. Услед аустро–угарске офанзиве 1915. године школа је по трећи пут прекинула рад. Са обнављањем Војно-техничког завода су 1920. обновили и рад школе која је задржала војни карактер у погледу статуса и организације. Године 1922. зграда је реновирана, 1925. при школи је поново почео да ради интернат, а питомци су школовани о трошку државе.
Године 1938. почео је да излази и Наш живот, часопис који је издавао Клуб свршених ученика ове школе. Излазио је до 1939. и објављено је укупно 19. бројева. Године 1973. године школа, која се тада звала Центар за техничко образовање омладине „Воја Радић”, поново је покренула нову серију истоименог часописа, настављајући традицију питомаца Војнозанатлијске школе.

### Други светски рат и савремено доба
Године 1941. су поново прекинули рад, по четврти пут. Септембра 1946. основана је  од стране Министарства народне одбране Прва Војноиндустријска школа у Крагујевцу, при Заводима „Црвена застава”. Школске 1946—1947. године је уписано 490 војних питомаца. Године 1964.назив школе је промењен у Омладинска техничка школа „Ђуро Салај”. Септембра 1972. оформљен је Центар за техничко образовање „Воја Радић” и школа добија име Металска школа за квалификоване раднике и техничаре „Застава”. Назив је поново промењен 1990—1991. у Машинско–техничка школа „Застава”, 23. маја 1996. у Техничка школа за машинство и саобраћај и 2009. у Политехничка школа. Од 1. септембра 2024. школа се званично зове Средња школа „Кнез Александар Карађорђевић“.
Данас је ово савремена техничка школа, лидер у дуалном образовању у Србији. Године 2024. најављена је реконструкција зграде школе.
Поводом 170 година стручног образовања у Србији, што се поклапа са годишњицом школе, године 2024. објављена је пригодна поштанска марка. За мотиве на марки коришћени су портрет кнеза Александра Карађорђевића, рад ученице Ивоне Богдановић и цртеж зграде школе, рад ученика Марка Милановића.

## Организација школе
У оквиру школе постоје следећи смерови:
- Шумарство и обрада дрвета,
- Машинство и обрада метала,
- Саобраћај, Електротехника и
- Култура, уметност и јавно информисање.[10]

Поред редовне наставе школа пружа могућност преквалификације, доквалификације, специјализације и неформалног образовања.